# تشارلز غراي (سياسي نيوزلندي)
تشارلز غراي (بالإنجليزية: Charles Mathew Gray)‏ هو سياسي نيوزلندي، ولد في 1853 في غيلونغ في أستراليا، وتوفي في 11 يونيو 1918 في كرايستشرش في نيوزيلندا. انتخب عضو مجلس النواب النيوزيلندي.